# Festspielhaus di Bayreuth
Il Festspielhaus di Bayreuth, letteralmente "Casa del Festival", è un teatro d'opera situato nella parte nord della città di Bayreuth, in Baviera (Germania), dedicato esclusivamente alle rappresentazioni dei drammi musicali del compositore tedesco Richard Wagner. È la sede dell'annuale Festival di Bayreuth, per il quale fu appositamente concepito e progettato. È situato su una piccola collina (la "collina verde") in una posizione tranquilla e isolata dal centro della città.

## Storia
La struttura, progettata per ospitare un massimo di 1.974 persone, fu adattata dallo stesso Wagner (senza però l'autorizzazione dell'architetto) in riferimento ad un progetto del suo amico Gottfried Semper, e la costruzione avvenne sotto la supervisione stessa del compositore. Originariamente il teatro era progettato per Monaco ma ciò non fu possibile e perciò venne costruito a Bayreuth. I fondi necessari si dovettero quasi interamente al re di Baviera Ludovico II, fervente wagneriano. 
L'inaugurazione coincise con la prima rappresentazione assoluta della Tetralogia Der Ring des Nibelungen (L'anello del Nibelungo), dal 13 agosto al 17 agosto 1876 con Hans Richter, la regia del compositore, Lilli Lehmann e Heinrich Vogl alla presenza di Franz Liszt, Edvard Grieg, César Cui, Walter Damrosch, Hermann Levi, Nikolai Rubinstein, Anton Bruckner, Gustav Mahler, Camille Saint-Saëns, Friedrich Nietzsche, Lev Tolstoj, l'imperatore Guglielmo I di Germania e re Ludovico II; il critico musicale era Pyotr Ilyich Tchaikovsky.
Le caratteristiche fondamentali del Festspielhaus sono l'assenza di palchi laterali, la semplicità degli arredi interni, la disposizione semicircolare della sala e - soprattutto - la singolare buca (golfo mistico) per l'orchestra, che sprofonda sotto il palcoscenico e viene coperta da un tetto, così che l'orchestra è totalmente invisibile agli spettatori. Questo elemento fu sempre di vitale importanza per Wagner, poiché permetteva che il pubblico si concentrasse sul dramma e non venisse distratto dai movimenti del direttore. Inoltre, il buio in sala era totale, contrariamente a quanto avveniva negli altri teatri dell'epoca, dove la recita di un'opera veniva considerata per lo più come un'occasione di svago o di intrattenimento raffinato.
La buca orchestrale riequilibrava inoltre il volume tra i cantanti e la musica, creando l'acustica ideale per le rappresentazioni wagneriane. Tuttavia, questa particolare posizione dell'orchestra ha fatto sì che per i direttori d'orchestra - anche i migliori al mondo - Bayreuth sia il teatro in cui è più difficile dirigere. Infatti, non solo l'affollata buca è avvolta nell'oscurità come il resto della sala, ma il riverbero acustico rende impossibile sincronizzare l'orchestra con i cantanti. I direttori devono dunque riabituarsi a ignorare le entrate dei cantanti. La maggior parte dei direttori del Festival, se non tutti, ha affermato di considerare l'esperienza al Festspielhaus come la sfida più difficile della propria carriera. La presenza della buca d'orchestra tuttavia non fu una novità nella storia dell'architettura teatrale, in quanto fu introdotta per la prima volta nel Teatro di Besançon progettato da Claude-Nicolas Ledoux ed edificato tra il 1775 e il 1784.
Il teatro di Bayreuth presenta inoltre un doppio proscenio, il che dà al pubblico l'impressione che il palcoscenico sia più lontano di quanto non sia realmente. Il doppio proscenio e la buca per l'orchestra creano - per usare il termine di Wagner - un "golfo mistico" tra il pubblico e il palcoscenico. Questo dona alle rappresentazioni un'aura di sogno e di magia, in linea con la particolare concezione wagneriana del teatro musicale. Il Festspielhaus ha una capacità di 1,925 persone e un volume di 10,000 metri cubi.

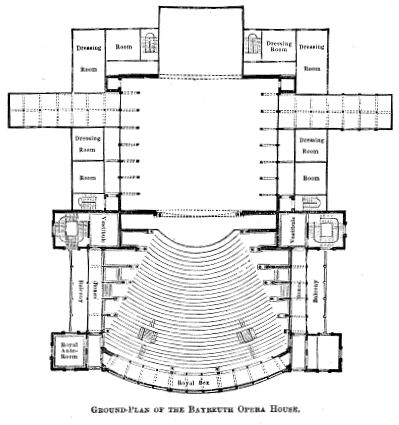
Pianta del pianterreno
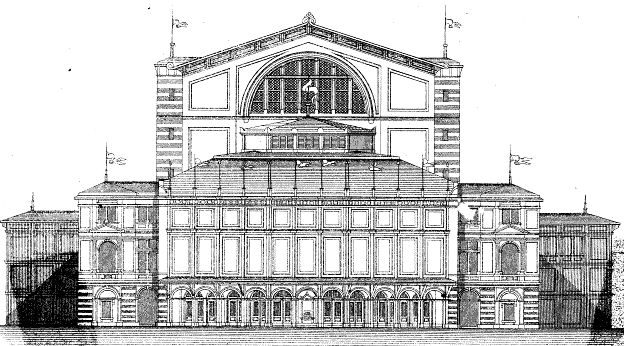
Bayreuth Festspielhaus (primo progetto)
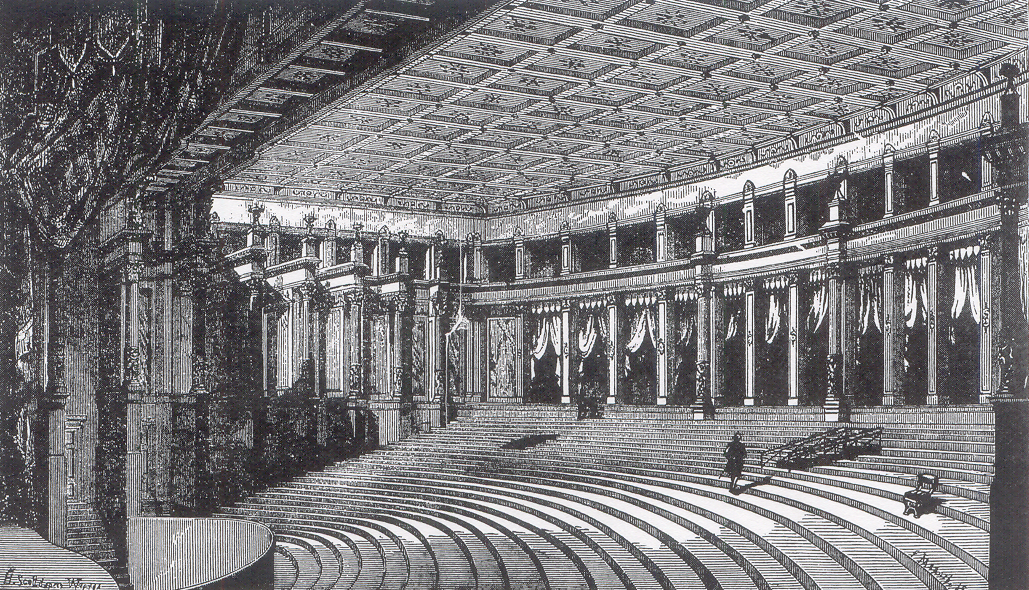
L'auditorium secondo una stampa di 1870
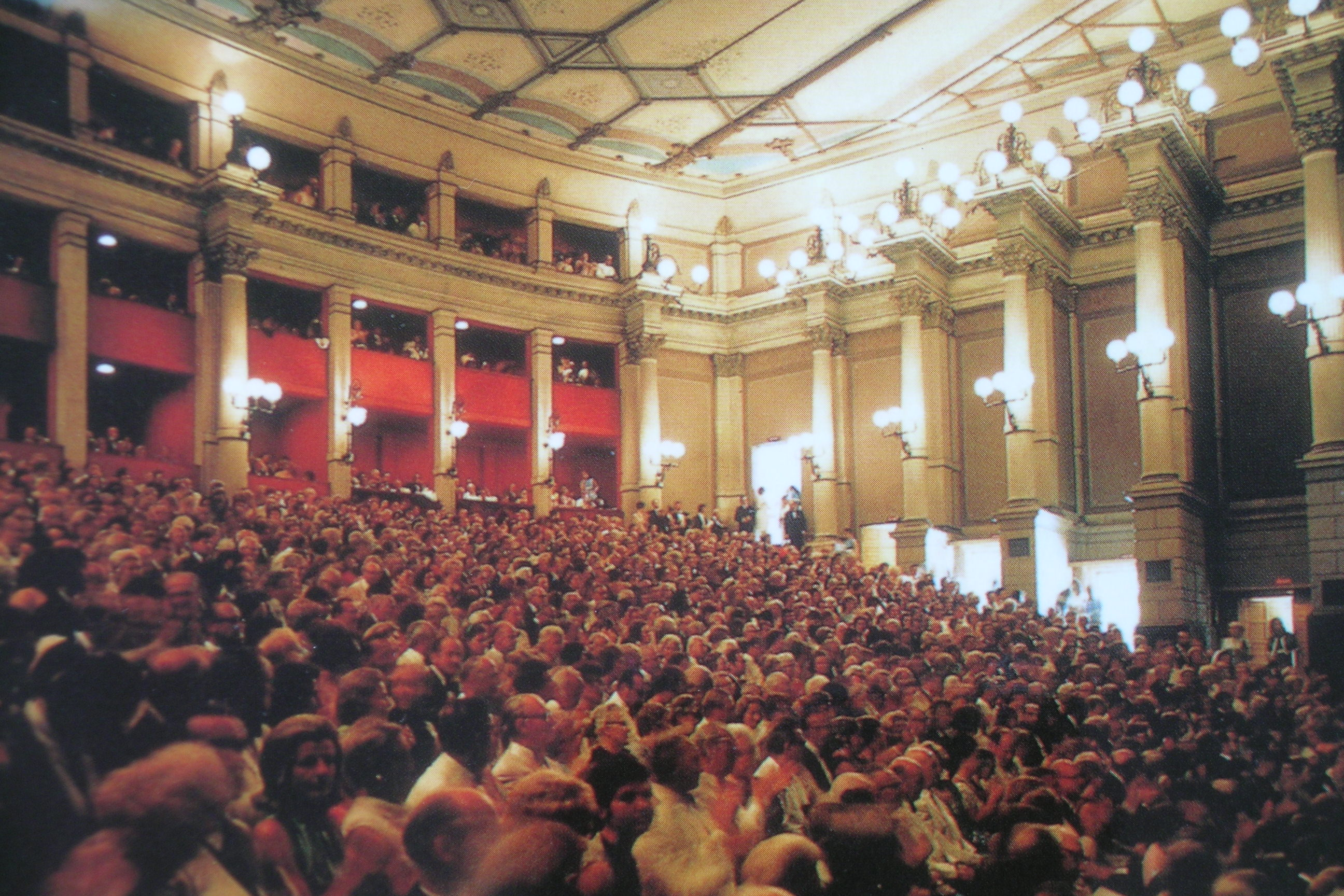
La sala attuale del Festspielhaus